# 超人七號
《超人七號》（日語：ウルトラセブン）是由圓谷製作所拍攝，為1967年10月1日至1968年9月8日在日本TBS電視網，逢毎週日19：00～19：30時段播出的特攝電視影集，全49集。
本片在香港曾由佳藝電視購入，以譯名於1976年播出（但仍未包括第12集）。香港TVB在2010年播映設定上與本作有關連的《超人梅比斯》第46集時，正式將本作登場超人的港譯名稱改為「超人Seven」。
本片片名在日本經常被誤稱為（中文誤稱則為「超人力霸王七號」），這是起因於後來的超人力霸王系列作品中，片名與主角名稱前均冠上了「超人力霸王～」（～）之故所產生的誤解。

## 概要

### 特色
本劇内容為描寫自宇宙侵略者手中守護地球的「超級警備隊」，以及協助地球人的英雄「超人七號」的活躍故事。
本片是空想特攝系列的第四部作品、圆谷超人系列第三部名義企劃的作品。雖與《超人力霸王》一樣採用了「為人類和平而戰的特殊團隊，與協助他們的巨大超人英雄」的模式，然而世界觀與《超異象之謎》、《超人力霸王》兩作相比卻是完全不同。根據為全劇催生的主要導演滿田穧表示：「包括強烈的SF色彩與提高觀眾年齡層，在各方面都刻意突顯與《超人力霸王》之間的差異」。

### 製作

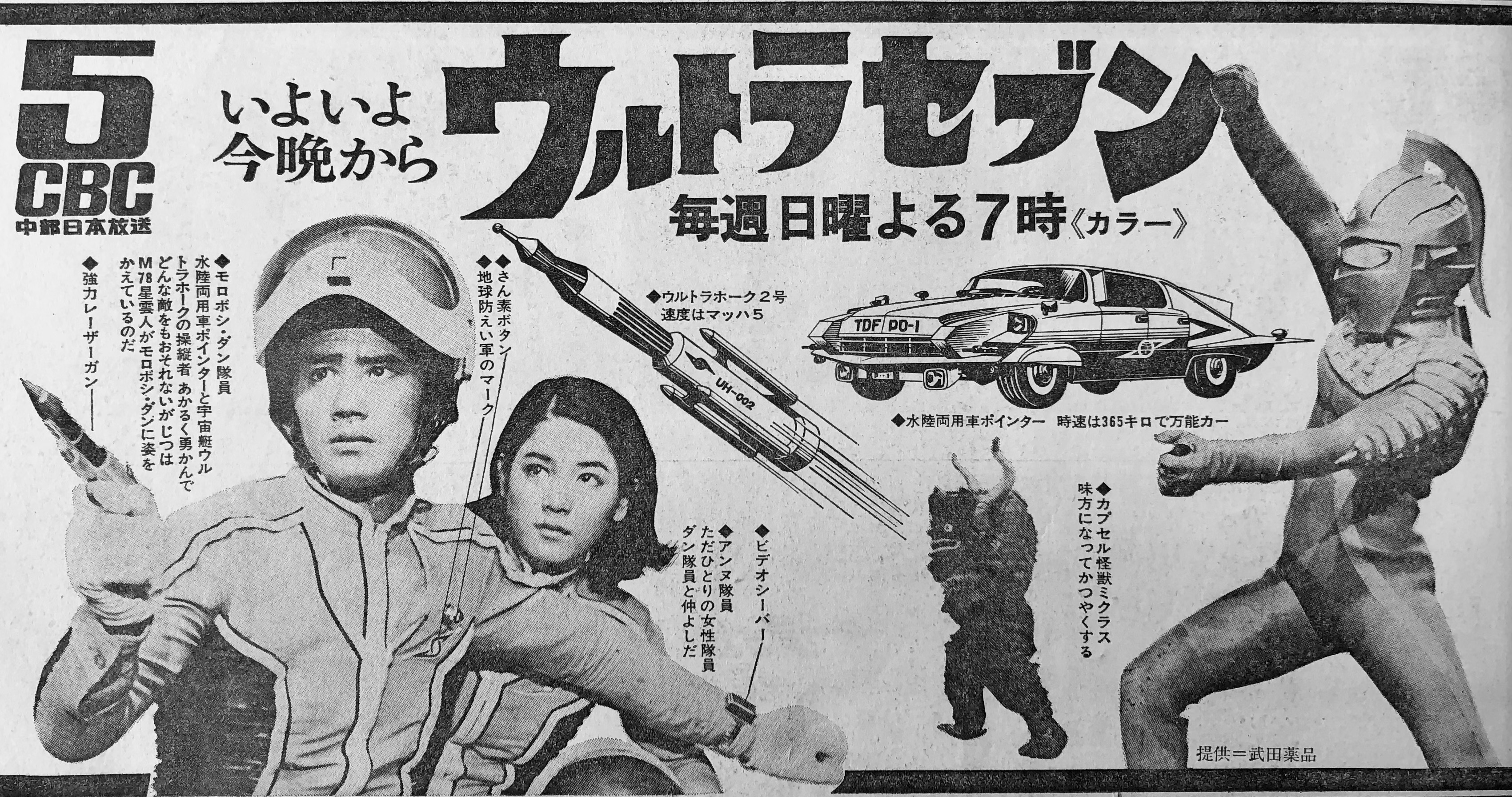
《超人七號》播映時的宣傳廣告。

在《超人力霸王》播畢後的半年期間，接檔作品為東映製作的《超級船長》（キャプテンウルトラ），在這段得以喘息的空檔，圓谷製作在穩固了製作體制之後，並提出「將敵人統一為來自宇宙的侵略者」這種方針，以新路線為目標進行許多嘗試。其中「超級警備隊」這份企畫案，雖然描述了在宇宙時代中活躍的地球防衛軍隊員與侵略者之間的戰鬥，設定中卻並無變身英雄登場。在擴展之後的企畫案發展為「超人之眼」（ウルトラアイ），改為在超級警備隊中加入了少年主角「諸星彈」，在危機之際少年則會變身為「紅超人」（レッドマン）。之後商標註冊登記完成的超人英雄名稱，終於正式決定為「超人七號」（ウルトラセブン）。造形設計則同樣起用了前作《超人力霸王》的成田亨來擔任，在設計過程中從機械感至甲冑感的形態一路沿伸之後，才變為現今所見的定案版造形。
本作將時間設定於距離播映時間約20年後的「1987年」（但在劇本中並未明確說明），以「地球因為遊星間的侵略戰爭，而成為許多異星人攻擊目標」的近未來世界觀，因此導入了「地球防衛軍」這種世界規模的軍事機構組織，劇中也出現了許多與敵對宇宙人進行諜報戰的描寫，使作品中呈現出強烈的軍事色彩，特效場景中的超兵器出動過程亦是如此。這些設定也將播映當時的冷戰時代背景（特別是越戰）給明顯的反映出來。
本片另外一個至今為人樂道的特徵，在於各集故事中除了與怪獸的戰鬥之外，也加入了思想深度，以及理念衝突的戲劇性。在多集故事中都曾提出發人深省的道德質疑，包括：
- 不僅止於反派外星人侵略地球，也諷喻了人類失去相互信賴關係時，遠比外星人還可怕。〈第8集：遭覬覦的城市〉
- 藉由在地球防衛軍新兵器實驗下而成為犧牲品的宇宙怪獸悲劇，來批判、質疑人類「軍備擴張競賽」的荒謬。〈第26集：超兵器R1號〉
- 淪為母星用以攻擊地球的棄子，但也拒絕在地球繼續生存下去的異星人少女，和諸星彈的價值觀產生對比。〈第37集：失竊的超人之眼〉
- 拋出「地球人本身，是否為過去侵略地球的侵略者後裔？」的疑問，讓主角對守護人類的正義信念，自根底產生強烈動搖。〈第42集：儂馬特的使者〉
- 描繪藉由電腦、機械人過度自動化，反讓人類成為機器人奴隸的異星慘狀，而對當時日本經濟起飛下，盲目高唱「科學萬能」的信念提出批判。〈第43集：第四行星的惡夢〉

以上這些作品，在某種意義上都算是超越一般兒童娛樂作品範疇，具有深刻批判性、思想性命題的劇情。也因為如此，本片多少也相對削弱了「怪獸」身為純粹反派角色的定位，劇中甚至有怪獸連名稱都沒出現的例子。這與重視怪獸特色，一定會在各集片頭標題中公布登場怪獸名稱，善惡雙方黑白分明的前作《超人力霸王》相比，顯然大為不同。
另一方面，諸如可以自由變化身體大小等等，擁有比超人力霸王更多樣化超能力的主角超人七號的英雄特色，以及從硬派到幽默等多種變化風格的戰鬥場面演出、超級警備隊爽快的活躍等，仍充分滿足針對兒童觀眾群的娛樂性，確保本片在闔家觀賞取向的特攝超人英雄劇集中，站穩一線作品的地位。
在本片的製作方面，由於在企畫階段就深受英國影集《雷鳥神機隊》影響，商業推展方面也比《超異象之謎》與《超人力霸王》推出更多登場機具類商品上市。且基於從製作進度惡化，而導致不得不落幕的《超人力霸王》中所得到的教訓，開始對預算等狀況進行嚴格控管，製作體制也重新強化。包括攝影現場的合理化、特效場景的建檔化，利用既有日用品製作道具等多方面嘗試當中，在劇情方面對於像怪獸與非人類型異星人不出現的故事等，也都下足了功夫。

### 播映
本作原本與《超人力霸王》同樣預定製作39集，但在1967年12月時則決定延長10集。由於同時段上一檔作品《超級船長》的收視率，自中盤起跌至20%～25%（平均25.6%），而本作推出之後則再次回復到30%，因而獲得了電視台與贊助商的正面評價（前26集的平均收視率為30.7%）。
但由於前半的勉力而為，卻造成第三季之後的預算短缺，為此還出現了僅有與人類同樣型態侵略者登場的故事（如第33、37、43集）。如此的發展造成了兒童觀眾層的疏離，第35集「月世界的戰慄」更寫下了16.8％的低收視記錄，平均收視率在17％至23％之間打轉。加上媒體在這段時期，開始著重於妖怪與運動勵志熱潮的宣傳（此兩者的代表性作品《鬼太郎》為1968年1月，《巨人之星》則為同年4月開播），大有「怪獸片早已過時」的傾向。但事實上接檔作品《怪奇大作戰》的企畫會議，也自1968年1月12日起開始正式起動，長期以來由武田藥品獨家提供的「武田時間」（タケダアワー）時段「超異象之謎空想特攝系列」結束的理由，並非出於本作後半的收視率低落。在本片的完結篇播出時，收視率仍衝回近似開播初期的28.5%。只是本片也終究得為自《超異象之謎》、《超人力霸王》以來的「ULTRA系列」劃下了休止符。
儘管如此，本作在沒有出現重大路線變更之下，脈絡一貫地將故事導向壯大格局的完結篇，日後漸漸受到了高度評價。之後並多次重播。

### 影響
由於前述所提及的本片獨特魅力，也因而開拓出全新的影迷群。因此，將本片與《超人力霸王》視為系列代表性人氣作品的觀點開始廣獲認知；這對於後來第二期超人系列的誕生，與70年代末期日本特攝英雄的重新評價，都有很大的貢獻。
至今，本片仍在全系列之中仍擁有極高人氣（甚至包括演職員都表示過相同看法，將本片視為系列作品中的最佳傑作），甚至將昔日圓谷作品DVD化的「DIGITAL ULTRA SERIES」（デジタルウルトラシリーズ）中，本片更是凌駕在《超異象之謎》與《超人力霸王》之前，成為首波DVD化的主打作品。即使在首播結束50年之後的今天，衛星頻道與無線頻道仍然頻繁重播，甚至更在2020年，於NHK播出數位修復的4K高畫質版本。另外，本片也製作了兩部承繼世界觀的續篇性質電視單元劇，包括於於1994-2002年製作的OV版《平成超人七號系列作品》（共16話）。以及2007年於深夜時段，紀念播映40週年的平行世界續篇新作（全12集）。
2022年，在NHK BS Premium所主辦的《超人力霸王大票選》中，「超人七號」在投票中被選為人氣英雄角色第二名。，此外，圓谷宣布將進行「超人七號55週年」企劃活動的展開。並在東京國際電影節播出一系列《超人七號》以及作為紀念。
2023年，因應本片首播55週年紀念，片長7分鐘的概念電影《超人七號IF物語：55年前的未來》宣告展開製作，並將於秋季首映，森次晃嗣與菱美百合子所飾演的諸星彈和友里安娜，將使用稱為「虛擬人物」的數位特效技術以1967年當時的模樣出現。森次飾演的薩摩次郎也將在該作品登場。

## 故事大綱
在人類開始前進宇宙的近未来，宇宙中的遊星間侵略戰争也愈演愈烈，企圖侵略地球的宇宙人陸續飛來地球。人類組成了國際組織「地球防衛軍」，開始對抗來自宇宙的侵略。日本也設立了地球防衛軍遠東基地，在位於富士山麓的廣大地下基地中，300名隊員日夜緊盯著來自宇宙的侵略行動。遠東基地中，並成立了由各部門嚴選精鋭隊員所組織的特殊部隊「超級警備隊」，屹立於地球防衛的最前線。在庫爾星人的人類蒸發事件與其後的京濱工業地帶爆撃事件中，一名自稱「諸星彈」的流浪青年，因協助警備隊解決事件有功，而獲得拔擢加入超級警備隊。
其實諸星彈的真正身份，是來自M78星雲從事地球觀測的宇宙人「恒點観測員340號」。由於協助陷入侵略危機的地球人，因而滯留地球。他在遇上連警備隊也無法處理的危機之際，就會變回原本宇宙人的形貌，運用他的超能力與侵略宇宙人及其手下的刺客宇宙怪獣纏鬥。不知諸星彈真面目的警備隊，將這名協助自己的神秘宇宙人，以「超級警備隊第七名隊員」之義，取名為「超人七號」。
本片的故事，就是在描述於地球防衛最前線與侵略者戰鬥的超級警備隊，以及在關鍵時刻登場的超人七號他們的活躍過程。

## 配音
（字幕均未標記）
- （戰鬥聲）：森次浩司
- 庫爾星人（＃1）：矢田耕司
- 哥德拉星人（＃4）：小林恭治
- 比拉星人（＃5）：辻村真人
- 貝加薩星人（＃6）：日笠潤一
- 美特隆星人（＃8）：中江真司
- 衛爾德星人（＃11）：丸山詠二
- 史貝爾星人（＃12）：谷津勲
- 埃洛斯星人（的飛碟）（＃13）：矢田耕司
- 馬文・威普（＃14・15）：山田康雄
- 桃樂絲・安德森（＃14・15）：牧野和子 ※「回音劇場」（テアトル・エコー）劇團出身的聲優
- 貝丹星人（＃14・15）：八代駿、田邊洋
- 安儂（＃16）：中江真司
- 巴德星人（＃19）：槐柳二
- 宮部之妻・葛麗絲（＃19）：栗葉子
- 夏普雷星人（＃20）：北原隆
- 密米星人（＃21）：村越伊知郎
- 夏多星人（＃23）：上田耕一、大島マリ子
- 客機機長（＃24）：増岡弘
- 波爾星人（＃25）：矢田耕司（將錄音以快轉方式合成）
- 宇宙観測艇8号（＃26）：島田彰
- 博格星人（＃27）：近藤征矢
- 貝加星人（＃36）：辻村真人
- 戈隆星人（＃44）：矢田耕司
- 培洛林卡星人（＃45）：浦野光（將錄音以快轉方式合成）
- 上司（＃48・49）：和田文夫

特技演員
- ：上西弘次（＃1～13、16～49）、菊池英一（＃14・15/上西弘次出外景拍攝時替代演出）
- 怪獸・宇宙人：荒垣輝雄、鈴木邦夫、中島春雄、中村晴吉、西京利彦、山村哲夫、松島映一、春原貞雄、池田文男、菊池英一、山本一、松原靖、加藤芳巳 etc.

## 超人七號

### 七號上司
七號上司（セブン上司）是在第48話和最終話所出場的角色，與七號一樣是來自M78星雲的「恆星觀測員」。
當諸星彈獨自躺在床上忍受病痛帶來的折磨時來到他身邊，將七號因在地球長期戰鬥，而使身體筋疲力竭的事以感應方式傳達給彈。並忠告彈要治療必須回M78星雲，且不能再變身戰鬥消耗能量後消失。
而當完結篇中彈準備拼死變身迎戰龐頓時，則再次勸阻不能再變身戰鬥。
這個角色的性格與前作所登場的佐菲非常相似，不過和其他超人力霸王戰士的對比，在於他並不關心人類，曾告訴彈不應該為非他自己的種族而犧牲自己（但本作製作當時，作品世界觀實際上形同完全獨立，與後來1970年代起圓谷將各作品統合追加的設定無關）。由於這個人物太過邊緣化（主要原因是沿用七號的皮套，劇中無過多聚焦故事及造型和七號完全一致），導致日後及當時周邊衍生產品的製造商都忘記他的存在（如小學館、BANDAI）。直到70年代末期才被記起，在發行的相關書籍裡將他單獨列舉。
目前圆谷官方的設定是「宇宙警備隊內高層的戰士」，而該角色在本劇完結篇之後，就從未再次登場過。

## 本作登場的防衛組織

### 地球防衛軍
全名 「Terrestrial Defense Force」 ，縮寫為T.D.F，旨在用於保衛地球、不受宇宙人侵略而設立的組織，總部設在法國巴黎。
除了控制亞洲地區，位於日本靜岡縣富士山腳地下的遠東基地外，它還在華盛頓、莫斯科、倫敦、柏林、北極、雪梨和開羅設有分支機構，並在六甲山防務中心設有分支機構。是地球防禦部隊的國際會議中心。
此外，它擁有諸如南極科學中心等負責新技術研發的空間站，V1至V3太空站以及月球基地等設施。
在OV版續作《平成超人七號系列作品》的描述中，在40年後因宇宙人勾結且逐漸控制了地球防衛軍的領導權，從而最終導致地球防衛軍的滅亡。

#### 關聯機關
- 参謀本部
- 超級警備隊「U.G」
- 科學班
- 醫療中心
- 動力班
- 廣播班
- 諜報部
- 研究所
- 保安部

其他基地
- V3太空站
- V2太空站
- V1太空站
- 南極科學中心
- 華盛頓中心
- 六甲山防務中心
- 国際核研究中心
- 地球防衛國際委員会
- 日本猴子中心
- H.S.S基地
- 第17支部格納庫
- 地球環境保全委員會

### 超級警備隊
超級警備隊（ウルトラ警備隊），英文縮寫為「U.G」。是本作所登場的防衛隊。
是地球防衛軍遠東支部為了保護地球防止侵略者的入侵，從300個精鋭隊員中選拔出來的特殊部隊。主要任務是與計劃入侵地球的宇宙人作戰。在電視劇中由六名成員組成。並在劇中扮演核心角色。
「超級」（ウルトラ）這個名字表明它是地球防衛軍的精銳部隊，與日後延伸出的超人力霸王一族無關，純屬巧合，反之超人七號的名稱含義，則是代表「超級警備隊」的第七名成員。
在《超人力霸王》播出期間，曾計劃藉由「超級基地NO.7」推出以「超級警備隊」為題的新作企劃，而《超人七號》部分則承接了該隊名與當做背景的設定。
在續作《平成超人七號OV系列》中，最初的超級警備隊在30年後已經解散，並重組為新生超級警備隊。後續超級警備隊的基地與地球防衛軍遠東支部基地遷移出富士山腳。期間多次被地球防衛軍勒令解散，但實際上一直在活動，在地球防衛軍被宇宙人控制後，將地球防衛軍總部全部摧毀。

## 放映資料
| 播映日     | 集數 | 各集標題                       | 登場怪獸・宇宙人                                                | 主要製作群                                                     |
| ---------- | ---- | ------------------------------ | --------------------------------------------------------------- | -------------------------------------------------------------- |
| 1967/10/1  | 1    | 無形的挑戰者 （姿なき挑戦者）              | 宇宙獵人 庫爾星人（宇宙ハンター クール星人） 膠囊怪獸 溫達姆（カプセル怪獣 ウインダム）                       | 導演：円谷一 特技監督：高野宏一 編劇：金城哲夫                 |
| 1967/10/8  | 2    | 綠色的恐懼 （緑の恐怖）                | 生物X 瓦伊亚尔星人（生物X ワイアール星人）                                          | 導演：野長瀬三摩地 特技監督：高野宏一 編劇：金城哲夫           |
| 1967/10/15 | 3    | 湖中的秘密 （湖のひみつ）                | 宇宙怪獸 電王獸（宇宙怪獣 エレキング） 變身怪人 匹特星人（変身怪人 ピット星人） 膠囊怪獸 米克拉斯（カプセル怪獣 ミクラス） | 導演：野長瀬三摩地 特技監督：高野宏一 編劇：金城哲夫           |
| 1967/10/22 | 4    | 麥克斯號請回答 （マックス号応答せよ）            | 反重力宇宙人 戈德拉星人（反重力宇宙人 ゴドラ星人）                                     | 導演：満田穧 特技監督：有川貞昌 編劇：山田正弘、金城哲夫       |
| 1967/10/29 | 5    | 消失的時間 （消された時間）                | 宇宙蝦人 比拉星人（宇宙蝦人間 ビラ星人） （首播當時作「威拉」（ヴィラ）星人）            | 導演：円谷一 特技監督：高野宏一 編劇：菅野昭彦                 |
| 1967/11/5  | 6    | 黑暗地帶 （ダーク・ゾーン）                  | 流浪宇宙人 貝加萨星人（放浪宇宙人 ペガッサ星人）                                       | 導演：満田穧 特技監督：有川貞昌 編劇：若槻文三                 |
| 1967/11/12 | 7    | 宇宙囚犯303 （宇宙囚人303）               | 火燄怪人 庫拉索星人（火炎怪人 キュラソ星人）                                         | 導演：鈴木俊継 特技監督：的場徹 編劇：金城哲夫                 |
| 1967/11/19 | 8    | 遭覬覦的城市 （狙われた街）              | 幻覺宇宙人 美特隆星人（幻覚宇宙人 メトロン星人）                                       | 導演：実相寺昭雄 特技監督：大木淳 編劇：金城哲夫               |
| 1967/11/26 | 9    | 機械人0指令 （アンドロイド0指令）               | 頭腦星人 奇布爾星人（頭脳星人 チブル星人） 生化機械人少女01（アンドロイド少女ゼロワン）                    | 導演：満田穧 特技監督：的場徹 編劇：上原正三                   |
| 1967/12/3  | 10   | 怪異的鄰居 （怪しい隣人）                | 異次元宇宙人 伊卡魯斯星人（異次元宇宙人 イカルス星人）                                   | 導演：鈴木俊継 特技監督：的場徹 編劇：若槻文三                 |
| 1967/12/10 | 11   | 飛向魔山 （魔の山へ飛べ）                  | 宇宙龍 那斯（宇宙竜 ナース） 宇宙野人 瓦爾德星人（宇宙野人 ワイルド星人）                         | 導演：満田穧 特技監督：的場徹 編劇：金城哲夫                   |
| 1967/12/17 | 12   | 來自遊星的愛 （遊星より愛をこめて） 【現已從缺】 | 吸血宇宙人 史貝爾星人（吸血宇宙人 スペル星人）                                       | 導演：実相寺昭雄 特技監督：大木淳 編劇：佐々木守               |
| 1967/12/24 | 13   | 來自V3的男人 （V3から来た男）              | 宇宙鳥人 埃洛斯星人（宇宙鳥人 アイロス星人）                                         | 導演：鈴木俊継 特技監督：高野宏一 編劇：市川森一               |
| 1968/1/7   | 14   | 超級警備隊向西挺进（上） （ウルトラ警備隊西へ‧前編）  | 宇宙機械人 金古喬（） 策略星人 佩丹星人（）                     | 導演：満田穧 特技監督：高野宏一 編劇：金城哲夫                 |
| 1968/1/14  | 15   | 超級警備隊向西挺进（下） （ウルトラ警備隊西へ‧後編）  | 宇宙機械人 金古喬（） 策略星人 佩丹星人（）                     | 導演：満田穧 特技監督：高野宏一 編劇：金城哲夫                 |
| 1968/1/21  | 16   | 黑暗魔眼 （闇に光る目）                  | 岩石宇宙人 安儂（岩石宇宙人 アンノン）                                             | 導演：鈴木俊継 特技監督：高野宏一 編劇：藤川桂介               |
| 1968/1/28  | 17   | 地底GO! GO! GO!                | 地底機械人 尤托姆（地底ロボット ユートム）                                           | 導演：円谷一 特技監督：大木淳 編劇：上原正三                   |
| 1968/2/4   | 18   | 脫離Ｘ空間 （空間X脱出）                | 宇宙巨大蜘蛛 古蒙加（宇宙巨大グモ グモンガ） 音波怪人 貝爾星人（音波怪人 ベル星人）                   | 導演：円谷一 特技監督：大木淳 編劇：上原正三                   |
| 1968/2/11  | 19   | 藍色計畫 （プロジェクト・ブルー）                  | 宇宙帝王 巴德星人（宇宙帝王 バド星人）                                           | 導演：野長瀬三摩地 特技監督：的場徹 編劇：南川竜               |
| 1968/2/18  | 20   | 打倒震源Ｘ （地震源Xを倒せ）                | 核子怪獸基拉德拉斯（核怪獣 ギラドラス） 黑暗星人 夏普雷星人（暗黒星人 シャプレー星人）                  | 導演：野長瀬三摩地 特技監督：的場徹 編劇：若槻文三             |
| 1968/2/25  | 21   | 追擊海底基地 （海底基地を追え）              | 軍艦機械人 鐵岩（軍艦ロボット アイアンロックス） 宇宙海底人 密米星人（宇宙海底人 ミミー星人）（僅有聲音）         | 導演：鈴木俊継 特技監督：大木淳 編劇：赤井鬼介                 |
| 1968/3/3   | 22   | 人類牧場 （人間牧場）                  | 宇宙怪人 布拉科星人（宇宙怪人 ブラコ星人）                                         | 導演：鈴木俊継 特技監督：大木淳 編劇：山浦弘靖                 |
| 1968/3/10  | 23   | 找尋明日 （明日を捜せ）                  | 猛毒怪獸 加布拉（猛毒怪獣 ガブラ） 宇宙游擊隊 夏多星人（宇宙ゲリラ シャドー星人）                     | 導演：野長瀬三摩地 特技監督：的場徹 編劇：南川竜、上原正三     |
| 1968/3/17  | 24   | 回到北國！ （北へ還れ!）                | 極光怪人 迦南星人（オーロラ怪人 カナン星人） 膠囊怪獸 溫達姆                           | 導演：満田穧 特技監督：高野宏一 編劇：市川森一                 |
| 1968/3/24  | 25   | 零下140度的對決 （零下140度の対決）           | 冷凍怪獸 甘達（冷凍怪獣 ガンダー） 迷你宇宙人 波爾星人（ミニ宇宙人 ポール星人） 膠囊怪獸 米克拉斯     | 導演：満田穧 特技監督：高野宏一 編劇：金城哲夫                 |
| 1968/3/31  | 26   | 超兵器R1號 （超兵器R1号）                | 再生怪獸 基耶隆星獸（再生怪獣 ギエロン星獣）                                         | 導演：鈴木俊継 特技監督：的場徹 編劇：若槻文三                 |
| 1968/4/7   | 27   | 生化人作戰 （サイボーグ作戦）                | 甲冑星人 博格星人（甲冑星人 ボーグ星人）                                           | 導演：鈴木俊継 特技監督：的場徹 編劇：藤川桂介                 |
| 1968/4/14  | 28   | 狂飆700km!! （700キロを突っ走れ!!）               | 戰車怪獸 恐龍戰車（戦車怪獣 恐竜戦車） 侵略宇宙人 奇爾星人（侵略宇宙人 キル星人）                   | 導演：満田穧 特技監督：高野宏一 編劇：上原正三                 |
| 1968/4/21  | 29   | 孤獨的地球人 （ひとりぼっちの地球人）              | 宇宙間諜 普羅特星人（宇宙スパイ プロテ星人）                                         | 導演：満田穧 特技監督：高野宏一 編劇：市川森一                 |
| 1968/4/28  | 30   | 榮耀為誰而得 （栄光は誰れのために）              | 塑膠怪人 普拉提克星人（プラスチック怪人 プラチク星人）                                         | 導演：鈴木俊継 特技監督：的場徹 編劇：藤川桂介                 |
| 1968/5/5   | 31   | 惡魔棲身之花 （悪魔の住む花）              | 宇宙細菌 達利（宇宙細菌 ダリー）                                               | 導演：鈴木俊継 特技監督：的場徹 編劇：上原正三                 |
| 1968/5/12  | 32   | 散步行星 （散歩する惑星）                  | 機械怪獸 力加（メカニズム怪獣 リッガー） 膠囊怪獸 阿基拉（カプセル怪獣 アギラ）                           | 導演：野長瀬三摩地 特技監督：高野宏一 編劇：山田正弘、上原正三 |
| 1968/5/19  | 33   | 進行侵略的亡者 （侵略する死者たち）            | 復活怪人 魔影人（蘇生怪人 シャドウマン）                                             | 導演：円谷一 特技監督：高野宏一 編劇：上原正三                 |
| 1968/5/26  | 34   | 蒸發都市 （蒸発都市）                  | 發泡怪獸 丹坎（発泡怪獣 ダンカン）                                               | 導演：円谷一 特技監督：高野宏一 編劇：金城哲夫                 |
| 1968/6/2   | 35   | 月世界的戰慄 （月世界の戦慄）              | 月球怪獸 培特罗（月怪獣 ペテロ） 復仇怪人 赞帕星人（復讐怪人 ザンパ星人）                       | 導演：鈴木俊継 特技監督：高野宏一 編劇：市川森一               |
| 1968/6/9   | 36   | 必殺0.1秒 （必殺の0.1秒）                 | 催眠宇宙人 佩加星人（催眠宇宙人 ペガ星人）                                         | 導演：野長瀬三摩地 特技監督：高野宏一 編劇：山浦弘靖           |
| 1968/6/16  | 37   | 失竊的之眼 （盗まれたウルトラ・アイ）                | 麥哲倫星人 瑪雅（マゼラン星人 マヤ）                                             | 導演：鈴木俊継 特技監督：高野宏一 編劇：市川森一               |
| 1968/6/23  | 38   | 勇氣之戰 （勇気ある戦い）                  | 機械人怪獸 狂金剛（ロボット怪獣 クレージーゴン） 班達星人（バンダ星人）                              | 導演：飯島敏宏 特技監督：高野宏一 編劇：佐々木守               |
| 1968/6/30  | 39   | 超人七號暗殺計畫（上） （セブン暗殺計画‧前編）            | 分身宇宙人 卡茲星人（分身宇宙人 ガッツ星人） 剛力怪獸 亞隆（剛力怪獣 アロン） 膠囊怪獸 溫達姆       | 導演：飯島敏宏 特技監督：高野宏一 編劇：藤川桂介               |
| 1968/7/7   | 40   | 超人七號暗殺計畫（下） （セブン暗殺計画‧後編）            | 分身宇宙人 卡茲星人                                             | 導演：飯島敏宏 特技監督：高野宏一 編劇：藤川桂介               |
| 1968/7/14  | 41   | 來自水中的挑戰 （水中からの挑戦）            | 河童怪獸 泰貝特（カッパ怪獣 テペト） 水棲怪人 泰貝特星人（水棲怪人 テペト星人）                     | 導演：満田穧 特技監督：高野宏一 編劇：若槻文三                 |
| 1968/7/21  | 42   | 儂馬特的使者 （ノンマルトの使者）              | 章魚怪獸 蓋洛斯（タコ怪獣 ガイロス） 海底原人 儂馬特（海底原人 ノンマルト）                         | 導演：満田穧 特技監督：高野宏一 編劇：金城哲夫                 |
| 1968/7/28  | 43   | 第四行星的惡夢 （第四惑星の悪夢）            | 機械人長官（ロボット長官） 機械人署長（ロボット署長） 第四行星人（第四惑星人）                    | 導演：実相寺昭雄 特技監督：高野宏一 編劇：川崎高、上原正三     |
| 1968/8/4   | 44   | 恐怖的超猿人 （恐怖の超猿人）              | 宇宙猿人 戈隆星人（宇宙猿人 ゴーロン星人） 猿人 戈利（猿人 ゴリー）                             | 導演：鈴木俊継 特技監督：大木淳 編劇：上原正三、市川森一       |
| 1968/8/11  | 45   | 飛碟來了 （円盤が来た）                  | 幻異宇宙人 貝罗林卡星人（サイケ宇宙人 ペロリンガ星人）                                     | 導演：実相寺昭雄 特技監督：高野宏一 編劇：川崎高、上原正三     |
| 1968/8/18  | 46   | 彈對七號的決鬥 （ダン対セブンの決闘）            | 機械超人 假超人七號（ロボット超人 にせウルトラセブン） 侵略星人 莎樂美星人（侵略星人 サロメ星人） 膠囊怪獸 阿基拉             | 導演：鈴木俊継 特技監督：大木淳 編劇：上原正三、市川森一       |
| 1968/8/25  | 47   | 你是誰？ （あなたはだぁれ?）                  | 集團宇宙人 虎克星人（集団宇宙人 フック星人）                                           | 導演：安藤達己 特技監督：的場徹 編劇：上原正三                 |
| 1968/9/1   | 48   | 史上最大的侵略（上） （史上最大の侵略‧前編）      | 雙頭怪獸 庞頓（双頭怪獣 パンドン） 幽靈怪人 戈斯星人（幽霊怪人 ゴース星人） 上司（）                | 導演：満田穧 特技監督：高野宏一 編劇：金城哲夫                 |
| 1968/9/8   | 49   | 史上最大的侵略（下） （史上最大の侵略‧後編）      | 雙頭怪獸 改造庞頓（双頭怪獣 改造パンドン） 幽靈怪人 戈斯星人 上司                    | 導演：満田穧 特技監督：高野宏一 編劇：金城哲夫                 |

## 製作人員
- 監修：圓谷英二
- 製片：末安昌美、三輪俊道（TBS）、橋本洋二（TBS）
- 導演：圓谷一、野長瀨三摩地、滿田穧、鈴木俊継、實相寺昭雄、飯島敏宏、安藤達己
- 編劇：金城哲夫、山田正弘、菅野昭彦、若槻文三、上原正三、佐々木守、市川森一、藤川桂介、南川竜、赤井鬼介、山浦弘靖、川崎高（實相寺昭雄）
- 特技監督：高野宏一、有川貞昌、的場徹、大木淳
- 攝影：永井仙吉、逢沢譲、福澤康道
- 造形設計：成田亨
- 美術：成田亨、岩崎致躬、池谷仙克、深田達郎

　　在片頭字幕中雖未標記，但道具服造形製作主要由高山良策、佐佐木明、擔任。
- 錄音：
- 音樂：冬木透
- 助導（本編）：山本正孝、安藤達巳、吉村善之
- 助導（特攝）：円谷粲、東條昭平、田口成光
- 燈光（本編）：新井盛、小林哲也
- 燈光（特攝）：小林哲也、小林和夫、安藤正則
- 剪輯：柳川義博
- 沖片：東京現像所
- 製作：TBS、圓谷製作

## 第12集從缺事件
本片第12集《來自行星的愛》（遊星より愛をこめて），自1970年起至目前仍以「從缺」名義處理，電視重播與UHD、BD、DVD、LD、錄影帶發行時均告從缺。原因則如下文所述。

### 第12集故事梗概
奥特警备队的天城隊員在巡逻时，发现宇宙中出現了大爆炸。而警备队從爆炸中检测出放射能，同时古桥也发现最近地球的放射能超标，也讓桐山隊長感嘆起人类過去曾從事太多核氫彈试爆之事。
而近期东京发生了许多女性，因为白血球数量大幅降低而昏倒猝死的案件。科學家福田博士發現其中疑點後向警備隊通報，並告知前來造訪的彈與古橋兩人，被害者的共通點都是佩戴了同一款手錶，且該手錶並非地球所製造。
此時，警備隊在分析過手錶之後，也對手錶的材質非地球所有，以及其中蘊含大量白血球結晶體之事議論紛紛。而銷假歸隊後的安娜，提及造訪友人山部早苗時，曾見到早苗的男友送给她一个这样的手表，開始讓桐山隊長感到事有蹊蹺。安娜與早苗見面時，早苗的男友佐竹三郎也同席。席間安娜問起佐竹手錶的購買地點，但佐竹卻支吾其詞。此時，早苗接獲了弟弟伸一在學校昏倒的消息。
安娜、早苗、佐竹赶到学校後，醫生表示伸一有輕微貧血現象，但此時早苗卻發現伸一偷戴了自己的手表。在場的安娜想起了先前的手表事件，並開始對佐竹起疑，於是向桐山隊長回報，隊長則派遣弹支援安娜一起跟蹤佐竹。兩人一路尾隨至佐竹與同夥會合的藏身處後，判斷佐竹極有可能是異星侵略者，而这次伸一偷戴手表的風波意外让佐竹等人發現，孩童的血液比先前所得的年輕女子血液更為纯淨，且成為鎖定的目標。彈要安娜先行返回基地向桐山隊長回報，得知狀況的桐山队长表示先暫且按兵不动，伺机予以歼灭。
弹回来后发现了所謂「贈送宇宙手表」的活动傳單，正是侵略者意圖誘使孩童前往以便取血的陰謀，於是彈與古橋前往阻止。就在此时后面的大楼（佐竹的藏身處）發生爆炸，斯贝尔星人出現。原來斯贝尔星人的星球因为武器实验而毁灭，自身也遭辐射感染，因此急需地球人的血液以圖延命，於是斯贝尔星人與警备队展开交战，但警備隊的飛鷹1號也遭斯贝尔星人擊墜，機上的桐山隊長等人只好緊急搶修。
另一方面，安娜與曾我前往早苗處詢問佐竹的下落，卻意外得知他將伸一給帶走，發現大事不妙的兩人於是帶著早苗同行前往尋人。曾我規勸早苗將手錶丟棄，但早苗仍然無法相信男友是異星侵略者，因而表示反對。但在發現挾持伸一的佐竹之後，曾我對其開火射擊救回伸一並使史貝爾星人現形，讓早苗大為震驚。而前來支援警備隊的彈，也变身為奥特赛文和斯贝尔星人對战，並將其消滅。
親眼目睹男友其實是侵略者化身的早苗，傷心地將手錶扔入水中。在安娜與伸一的安慰下，她下定決心不會忘記此事，直到能對地球人與其他星球人同等信賴的那一天來臨。而一旁的諸星彈也百感交集，並在心中堅信這一天必定會到來。

### 作品的評價
本集由導演・実相寺昭雄、編劇・佐々木守這對異色作的人氣搭檔聯手，首播時的收視率為32.8%，在全49集中位居第4名。另外在本集中，也首度透過對白明示了超人七號的出生地（M78星雲）。在首播後未久的1968年2月，曾由東芝唱片（現：EMI Music Japan）發售的黑膠單曲唱片「超人七號 第2集」（ 第2集）B面，收錄了將本集音軌經剪輯與重新構成後的有聲劇「手錶之謎」（腕時計の謎，主演：森次浩司、菱見百合子、中山昭二等），A面則是收錄歌曲「警備隊」。

### 從缺經緯
第12集於1967年12月17日首播，並於1969年6月19日重播。重播時第12集亦如一般的播映安排方式播出，也有推出玩具與相關商品，在各種造勢活動中史貝爾星人也頻頻登場。但在1970年10月1日由小學館發行的雜誌《小學二年生》附錄贈品「怪獸決戰卡」中，對於史貝爾星人的別名文案以平假名記述為「被爆星人」（ひばくせいじん）。雖然此一別名在圓谷製作以收費方式發給出版社的設定集中亦有記載，但小學館卻直接將之使用。當時看到此張卡片的某位中學女生，在與身為東京都原爆受害者團體協議會專門委員的父親商談後，父親對「小學二年生」編輯部發出抗議文。此事在報章雜誌的報導下，抗議運動在短期間內擴及與廣島與長崎原子彈爆炸相關的團體，演變為全國性的事件。
接受抗議的圓谷製作，於1970年10月21日發表公開致歉文謝罪，且決定不再公開史貝爾星人的相關資料。另外包括小學館在內的各出版社，在相關出版物中也不得提及。在這樣的決策下，第12集從此遭到製作單位自主封印。

### 從缺後的公開
在從缺定案後的初期，商業刊物上連本集的標題都無法刊載，然而非作品影片本身的相關資料，卻曾經數度破例公開。至今於出版物中刊載相關事件的詳細內容，仍極難獲得圓谷製作許可，必須獲得該公司版權許可的特攝相關書籍，要提及此事亦相當困難。
- 1984年由竹書房出版的豪華本《超人大事典》（ウルトラマン大事典）中，將史貝爾星人的全頁宣傳照與第12集的畫面公開，在各集介紹中也刊載了故事大綱等資料。
- 1986年起，由東映以數年時間陸續發片的錄影帶版本內附的放映目錄資料中，記載了第12集的標題、史貝爾星人的名稱、編劇、導演、首播日資料。
- 1989年由萬代影視發售的LD版第3集解說中，曾由會川昇撰寫「夢幻的第12集是什麼？」一文，刊載了本集的解說介紹（包括企畫狀況與從缺經緯）以及詳細劇情等，並有部分的第12集片中劇照。
- 1995年由三一書房出版的佐々木守劇本集《我的故鄉是地球》（故郷は地球）中，將本集的劇本完整收錄。
- 1992年發行的商業誌《怪獸學入門》（當時・JICC出版局、現・宝島社）的初版本將從缺的經過刊載，但在圓谷方面的施壓後，第二版開始則被替換成其他文章。
- 在2004年發行的《封印作品之謎》（封印作品の謎／安藤健二、太田出版）一書中，由於以異於一般特攝系書籍的角度來探討，因而得以將從缺事件的經緯詳盡報導。
- 雖然並非官方出版物，但自2002年起由同人團體「12話会」陸續以自費發行的同人誌《1/49計画 12話大全集》，收錄了詳盡的相關資料與關係人員的專訪。目前已發行至第3冊。據稱圓谷在與泰國萬歲製片公司（Chaiyo Production）進行超人系列的相關著作權官司時，也曾以此書當成證物使用。

除了上述的豪華本與LD之外（兩者的流通數量均少，並均已絕版），由圓谷製作整體監修的書籍中，僅能刊載第12集的基本文字資料，圖片雖無法公開，但當時的部分收集卡類商品現今仍有留存與私下流通。1991年發行的《超人力霸王白書》（ウルトラマン白書）第3版（朝日ソノラマ）中，開始以加註方式列入了本集的播映資料，近年的相關書中則以「第12集目前為從缺狀態」等註記列入播映資料中，「加註標示本集不得公開」的做法，已成為目前既定的處理模式。

### 《超人大決戰》的處理方式
將超人系列的戰鬥畫面抽出剪輯的短時間帶狀播出節目《超人大決戰》（ウルトラファイト）中，第45集「遊星惡魔史貝爾星人」（遊星の悪魔スペル星人）使用了第12集的戰鬥畫面，但在從缺處置定案之後，此集也同樣以從缺處理。但此集在1980年3月27日，卻曾於TBS電視網播出的情報節目的單元中重播。重播的經緯不明，但似乎也並未引起嚴重問題。而這也是在日本國內到目前為止，史貝爾星人於電視螢光幕中的最後正式亮相機會。

### 海外的處理模式
在日本以外國家的播映，至今仍以一般的播出順序播出。關於這點有一說是因為與海外簽訂的播出合約時間點，是在從缺事件發生以前之故，但仍無定論。另外於1976年起，日本以外國家自《超異象之謎》至《超人力霸王太郎》的版權，已從圓谷製作轉移到泰國的萬歲製片公司。12集的從缺事件在泰國也是特攝迷之間熟知的話題，而在萬歲公司的相關舞台活動中，並有重新設計造型的史貝爾星人登場。
1998年，本片在美國的有線頻道TNT，則以「Crystallized Corpuscles」為名播出英語配音版，並有數次重播的記錄（最後一次重播時間為2000年1月15日），不過畫面經過重新剪輯，片長也較原版為短。史貝爾星人則被單純定位成吸血怪獸，對白內容出現部分改動，另有部分場景遭美方自行插入了不同配樂。
2012年，本片於美國發行了官方授權套裝DVD，但第12集仍然並未收錄其中。另外於2014年日本發售的套裝版BD以及2023年所發售的套裝版UHD當中，本集均無收錄。

### 盜版影帶的外流
1980年代前期起，第12集的盜版錄影帶，在發燒迷之間廣為流傳，但出處則是眾說紛紜、莫衷一是。
1990年代後半，更出現了本篇畫面的較完整加長版本，本集的映像透過地下管道頻頻轉錄，目前在秋葉原與著名的同人展售會「COMIC MARKET」中也曾有販售。
在錄影帶開始流通的1980年代前期，由於錄放影機的普及，加上映像軟體的市場並不如當今發展蓬勃，影迷之間將手邊的帶子相互拷貝的習性，也擴展到特攝迷之間。因此本集的錄影帶也在特攝迷之間相互轉錄輾轉流通。除了免費交換居多之外，也有以數萬日圓為單位的交易，2007年的現在，DVD則以1000～1500日圓的低價出售。
另外，也有海外播映的第12集錄影版在流通。

### 自網路媒體的外流
由於網路的發展，使第12集陸續開始得到許多網路族的認知。
藉由WinMX與Winny等應用P2P技術的軟體，使得第12集的影片檔開始在網路上流通，但出處不明。
另外更由於上傳到Youtube而造成話題，如此一來造成第12集即使不藉助檔案分享軟體，也開始廣為人知。不過因為違反著作權的關係曾經暫時移除，但後來又再度上傳出現。

## 其他媒體

### 電影
第18集《脫離X空間》，曾於1968年7月21日上映的中放映。

### 漫畫
當時配合首播期間，講談社曾於、與月刊等刊物上連載漫畫版。選用的執筆作家方面，版為桑田次郎，版則為一峰大二。故事内容則是以電視版所用的劇本為基礎，配合漫畫而略作潤色。另外桑田版與一峰版所採用的故事，也以不出現重複為原則進行調整。單行本曾多次重刊，但由於原稿遺失之故而未能收錄的桑田版「黑暗魔眼」、「儂馬特的使者」（於元月増刊號與暑期特別號，以不定期方式於雜誌刊載），直到2004年末才以「完全版」方式由株式会社做商業出版。另外桑田版、一峰版均未描繪到「地底GO!GO!GO!」的原劇中情節，超人七號是直接為了防止其他星球的侵略而被派來守護地球，特別是桑田版中，還是從超人七號與超人一起來到地球，並直接承繼任務的場面開始進行故事，可謂是後來「超人兄弟」的概念先驅。

#### 首播當時
- 《少年マガジン》
  - 1967年38号-44号 湖の秘密　桑田次郎
  - 1967年49号-52号 金色の龍　桑田次郎
  - 1968年8号-12号　海底基地を追え 桑田次郎
  - 1968年13号-17号 北ヘかえれ　桑田次郎
  - 1968年32号-36号 第四惑星の悪夢　桑田次郎
  - 1968年1号-7号   ウルトラ警備隊西ヘ　桑田次郎
  - 1968年29号-31号 水中からの挑戦　桑田次郎
  - 1967年45号-48号 狙われた街　桑田次郎
  - 1968年18号-23号 栄光は誰のために　桑田次郎
  - 1968年24号-28号 セブン暗殺計画　桑田次郎
  - 1968年37号-38号 K団地の怪　桑田次郎
- 《別冊少年マガジン》
  - 1967年秋のおたのしみ特大号 　姿なき挑戦者　桑田次郎
  - 1968年春休のおたのしみ特大号 　超兵器R1号　桑田次郎
  - 1968年お正月おたのしみ特大号 闇に光る目　桑田次郎
  - 1968年夏休みおたのしみ特大号 ノンマルトの使者　桑田次郎
- 《ぼくら》
  - 1967年10月号 ウルトラセブン初登場の巻　一峰大二
  - 1967年11月号 ゴドラ星人の巻　一峰大二
  - 1967年12月号 イカルス星人の巻　一峰大二
  - 1968年1月号 チブル星人の巻　一峰大二
  - 1968年2月号 ベル星人の巻　一峰大二
  - 1968年3月号 シャプレー星人の巻　一峰大二
  - 1968年4月号 シャドー星人の巻　一峰大二
  - 1968年5月号 恐竜戦車の巻　一峰大二
  - 1968年6月号 メカニック怪獣リッガーの巻
  - 1968年6月号付録 きょうふのアイロス星人  堀江卓
  - 1968年7月号 ザンバ星人の巻　一峰大二
  - 1968年8月号 バンダ星人のロボットの巻　一峰大二
  - 1968年9月号 サロメ星人の巻　一峰大二
  - 1968年10月号 ウルトラセブン最後の巻　一峰大二
- 《たのしい幼稚園》
  - 1967年11月増刊号 ペガッサせいじんをばくはせよ　久松文雄
  - 1967年11月増刊号 ワイアールせいじんをたおせ  井上智
  - 1968年1月増刊号 ちきゅうをねらうメトロンせいじん 久松文雄
  - 1968年1月増刊号 なぞのイカルスせいじん 井上智
  - 1968年3月増刊号 宇宙かいじゅうギラドラス　久松文雄
  - 1968年3月増刊号 ロボットかいじゅうキングジョー 井上智
  - 1968年5月増刊号 なぞのボークせいじん　久松文雄
  - 1968年5月増刊号 プラチクせいじんをたおせ　福元一義
  - 1968年8月増刊号 うちゅうのあくまガッツせいじん 久松文雄
- 講談社テレビコミックス　　全6集　
  - 第1集　1967年12月20日発行　
    - クール星人の巻　福元一義
    - ゴドラ星人の巻 一峰大二
    - ビラ星人の巻 伊東章夫

  - 第2集　1968年1月20日発行
    - キュラソ星人の巻 福元一義
    - イカルス星人の巻 一峰大二
    - ペガッサ星人の巻 伊藤章夫

  - 第3集　1968年2月20日発行
    - アイロス星人の巻 福元一義
    - チブル星人の巻　一峰大二
    - 怪獣アンノンの巻 伊東章夫

  - 第4集　1968年3月20日発行
    - 地底ロボットの巻　　福元一義
    - ワイアール星人の巻　一峰大二
    - スペル星人の巻　　　スタジオＺ

  - 第5集　1968年4月20日発行
    - アイアンロックスの巻 福元一義
    - ボーグ星人の巻 中沢啓治
    - 宇宙竜ナースの巻 伊東章夫

  - 第6集　1968年5月20日発行
    - プラチク星人の巻 福元一義
    - シャドー星人の巻　一峰大二
    - ベガ星人の巻 伊東章夫
- TBSコミックス 
  - 1968年1月増刊号 ウルトラ警備隊西ヘ　井上英沖

### 首播結束後
- 《幼稚園》　1969年-1970年 久松文雄
- 《小学二年生》 1970年4月号-1971年3月号 高須礼二
- 《てれびくん》
  - 1978年5月号 宇宙のさすらい人 居村眞二
  - 1978年10月号 まぼろしの侵略者 居村眞二
  - 1978年12月号 三百年間の復讐 居村眞二
- 《フィギュア王》
  - 118号（2007年11月） 宇宙人15+怪獣35 一峰大二

### 小說
由本作導演之一実相寺昭雄所著，1994年於小學館的「文庫」書系刊行。

## 55週年紀念作
《超人七號 IF Story 『55年前的未來』》（日語：ウルトラセブン IF Story 『55年前の未来』）是一部於2023年上映的特別概念電影，該作品於2023年11月25日在『TSUBURAYA IMAGINATION』播映，該作品以現代技術「重現」《超人七號》在1967年首播時的「假想線」，並採用了電腦成像演出技術和虛擬人物的方式，重現年輕的諸星彈和友里安娜的模樣，至於兩位主角演員的聲音部分，也透過AI從當年原片音軌素材中學習的方式，藉以重現原作1967年拍攝當時的聲調。
此外也公布與概念電影相關聯的視覺語音劇。第1話於2023年11月18日上線，第2話於11月25日上線，第3話於12月2日上線。

#### 故事大綱
夕陽西沉於地平線，映襯著岸邊的工業地帶，黑暗即將籠罩整片區域。忽然，不知從何飛來的銀翼降落在人煙稀少的沙灘上。那是在55年前所發生的事故時，為了防患於未然的貝加薩星人所製造出的时间悖论而出現的超級飛鷹1號。
做出決斷破壞將侵入地球軌道的貝加薩市而生存下來的地球人。同胞們所居住的都市被爆破而孤獨殘存於地球的異星人，以及來自地球外深愛地球在地球生活的超人七號。這是各自的世界現彼此交錯，經過55年的光陰後邂逅的未來的故事。
2023年，諸星彈超越時空而來。

#### 演員表
- 諸星彈：森次晃嗣
  - 體態替身：神田穣（日语：神田穣）
  - 聲優：鍛治本大樹（日语：鍛治本大樹）
- 友里安娜：菱美百合子
  - 體態替身：戶田真紀子
  - 聲優：二階堂結（視覺語音劇）
- 貝加薩星人：木村都貴
- 麥哲倫星人瑪雅：岡井美音（日语：岡井みおん）
- 少年：石塚陸翔
- 唱歌的男子：高橋表裏（日语：タカハシヒョウリ）
- 上班族：佐藤洸、本郷章
- 會長：青柳尊哉（視覺語音劇）
- 薩摩次郎：森次晃嗣

### 相關企劃
《超人七號 IF Story『55年前的未來』『AR196814案件 港口的巨大宇宙機器人』》
於2023年6月1日至8月31日在WATERS竹芝舉辦的基於『XR City』應用程式的體驗式解謎活動。
《超人七號 IF Story『55年前的未來』體驗式解謎活動『AR196837案件 星與少女』》
於2023年8月5日至12月21日在須賀川市民交流中心tette，以及2023年8月9日至12月26日在博多Canal City舉辦的體驗式解謎活動。
體驗式謎解謎活動《超人七號 IF Story『55年前的未來』『無形的挑戰者』》
自2023年11月1日起在東京的JOLDEENO、fukubukuro、Madamis Guild以及大阪的NAGAKUTSU舉辦的體驗式謀殺懸疑活動。

## 音樂

### 主題曲
本劇的背景音樂主要是由冬木透擔當。
此外，在第47話和最終話曾使用奧地利作曲家小約翰·史特勞斯的皇帝圓舞曲，及德國作曲家羅伯特·舒曼的鋼琴協奏曲。
- 「ウルトラセブンの歌」

作詞：東京一 / 作曲・編曲：冬木透 / 演唱：みすず児童合唱団、コーロ・ステルラ
- 「THE THEME SONG OF "ULTRA-7"」

作詞：Maya Taguchi / 演唱：子門真人
本片於夏威夷播出時所使用的主題歌版本，將日語版原曲改為英語歌詞。

### 插曲
- 「ウルトラ警備隊」

作詞：東京一 / 作曲・編曲：冬木透 / 演唱：東京マイスタージンガー
- 「ULTRA SEVEN」（主題曲候補歌）

作詞：東京一 / 作曲・編曲：冬木透 / 演唱：ジ・エコーズ
- 「ウルトラ少年の歌」（劇中未使用）

作詞：東京一 / 作曲・編曲：冬木透 / 演唱：みすず児童合唱団

## 註解
1. ↑  在台灣早期有《超人七號》、《光能王子》等譯名，香港譯名則是《七星俠》（佳視，1976），《超人七號》（亞視，1994），《超人SEVEN》 （TVB，2009）與，中國大陸則譯為《奥特赛文》、《赛文·奥特曼》、《超人赛文》等。
2. ↑  出自飾演諸星彈的森次晃嗣所著ISBN 4-594-02857-8 一書中的滿田專訪。
3. ↑  本作之後，於片頭中未出現怪獸名稱的系列作品，則有《爱迪·奥特曼》與《超人力霸王迪卡》（至第11集為止）。
4. ↑  . 円谷ステーション - ウルトラマン、円谷プロ公式サイト.   [2022-09-10]. （原始内容存档于2022-11-24） （日语）.
5. ↑  . ORICON NEWS.   [2022-11-14]. （原始内容存档于2022-11-15）.
6. ↑  Ltd, TSUBURAYA PRODUCTIONS Co. . 円谷ステーション – ウルトラマン、円谷プロ公式サイト.   [2022-11-14]. （原始内容存档于2022-11-14） （日语）.
7. ↑  . Yahoo!ニュース.   [2023-05-21]. （原始内容存档于2023-05-21） （日语）.
8. ↑  Ltd, TSUBURAYA PRODUCTIONS Co. . 円谷ステーション – ウルトラマン、円谷プロ公式サイト. 2023-05-10  [2023-05-21]. （原始内容存档于2023-06-05） （日语）.
9. ↑  關於「超人七號」的命名情節，僅存在於第1集的劇本中，實際完成作品並未拍出，因此在第2集中，安娜隊員見到超人七號戰鬥時脫口而出的「超人七號，加油！」這句對白，反而成了主角名稱的真正首次登場。
10. ↑  為本集導演實相寺昭雄所用的筆名。雖然上原正三亦有列名編劇，但實際上本集的劇本是由實相寺單獨撰寫。
11. ↑  桑田版在台灣1970年代的無版權時期中，曾由《王子》月刊以《光能王子》譯名連載，並於1976年出版兩冊單行本，第二冊書名則為《再見，光能王子》。但此《王子》版單行本於台灣出版時，日本卻仍尚未正式出版單行本，直到兩年後的1978年才首次發行。
12. ↑  . virtualgorillaplus.com.   [2023-11-24]. （原始内容存档于2023-12-11）.
13. ↑  . シネマトゥデイ. 2023-05-10  [2023-11-24]. （原始内容存档于2023-11-24） （日语）.
14. ↑  . 巴哈姆特電玩資訊站.   [2023-11-24]. （原始内容存档于2023-11-24）.
15. ↑  Ltd, TSUBURAYA PRODUCTIONS Co. . 円谷ステーション – ウルトラマン、円谷プロ公式サイト. 2023-11-18  [2023-11-24]. （原始内容存档于2023-11-30） （日语）.
16. ↑  . 2023-05-31  [2023-11-24]. （原始内容存档于2023-11-19） （日语）.
17. ↑  . プレスリリース・ニュースリリース配信シェアNo.1｜PR TIMES. 2023-08-07  [2023-11-24]. （原始内容存档于2023-11-19） （日语）.
18. ↑  Ltd, TSUBURAYA PRODUCTIONS Co. . 円谷ステーション – ウルトラマン、円谷プロ公式サイト. 2023-10-11  [2023-11-24]. （原始内容存档于2023-11-19） （日语）.

## 外部連結
- ウルトラセブン 4Kリマスター版 - NHK BS4K （页面存档备份，存于）
- ウルトラセブン ハイビジョンリマスター版 - WOWOW （页面存档备份，存于）
- ウルトラセブン デジタルリマスター版 （页面存档备份，存于）
- 羽根ぱちんこ ウルトラセブン （页面存档备份，存于）